# Nad Kanałem (Krynki)
Nad Kanałem – część wsi Krynki w Polsce, położona w województwie świętokrzyskim, w powiecie starachowickim, w gminie  Brody.
W latach 1975–1998 Nad Kanałem administracyjnie należało do województwa kieleckiego.
Wierni Kościoła rzymskokatolickiego należą do parafii Wniebowzięcia Najświętszej Maryi Panny w Krynkach.